# Schnoodle
Schnoodle (pol. sznauceropudel, pudlosznaucer) – hybryda, powstała ze skrzyżowania sznaucera z pudlem. 

## Wygląd rasy
Waga waha się od 5 do 8 kg. Najczęściej występujące rodzaje umaszczenia to czarne, białe, czarno-srebrne, podpalane, łaciate, szare lub beżowe.